# Стёрджис, Сэмюэл
Сэмюэл Дэвис Стёрджис (Samuel Davis Sturgis) (11 июня 1822 — 28 сентября 1889) — американский военный, участник мексиканской войны, дивизионный генерал в годы гражданской войны. В звании полковника регулярной армии участвовал в Войне не-персе.

## Ранние годы
Стёрджис родился в пенсильванском городе Шиппенсберг в семье Мэри Бранденбург и Джеймса Стёрджиса. В 20 лет он поступил в военную академию Вест-Пойнт и окончил её 32-м по успеваемости в знаменитом выпуске 1846 года. Он был направлен во 2-1 драгунский полк во временном звании второго лейтенанта. В тот же год он был отправлен на войну с Мексикой. 16 февраля 1847 года получил постоянное звание второго лейтенанта, а уже через несколько дней, 20 февраля, попал в плен во время разведывательного рейда под Буэна-Виста. Он был освобожден после сражения при Буэна-Виста, 28 февраля. После войны служил в Джефферсоновских казармах и в форте Ливенворт, 15 июля 1853 года получил звание первого лейтенанта.
С 1853 по 1861 год служил на западе, участвовал во многих конфликтах с индейцами: в экспедиции против шаеннов (1856—1857), экспедиции против команчей (1860) и тд. 3 марта 1855 года получил звание капитана регулярной армии.
В 1851 году Стёрджис женился на Джеруше Уилкокс (1827—1915).

## Гражданская война
Когда началась гражданская война, Стёрджис находился в форте Смит в Арканзасе. Он ушёл оттуда с гарнизоном в форт Ливенворт в апреле 1861 года, после чего ему было присвоено звание майора (3 мая) и он был направлен в Миссури, где ему поручили бригаду в Западной армии Натаниэла Лайона. 10 августа он командовал этой бригадой в сражении при Уилсонс-Крик, и после гибели Лайона принял командование армией, успешно организовав её отступление. За отличие при Уилсонс-Крик ему было присвоено звание подполковника регулярной армии и звание бригадного генерала добровольческой армии.
В ту осень он сменил много должностей, а в ноябре стал начальником штаба при генерале Хантере, который командовал Западным Департаментом. С мая по август 1862 командовал войсками в укреплениях Вашингтона, а в августе командовал «резервным корпусом» в составе Вирджинской армии генерала Поупа и принял участие во втором сражении при Булл-Ран. В корпусе Стёрджиса числилась только бригада Пьятта: 4 роты 63-го Индианского полка и 86-й Нью-Йоркский пехотный полк.
В ходе Мэрилендской кампании Стёрджис командовал 3-й дивизией IX корпуса, которая состояла из бригад Джеймса Негла и Эдварда Ферреро. Эта дивизия была задействована в сражении у Южной горы, где штурмовала ущелье Фокса. Дивизия наступала вслед за дивизией Уилкокса и почти уничтожила остатки бригады Дрейтона, которая обороняла ущелье. В этом бою дивизия Стёрджиса потеряла 151 человека.

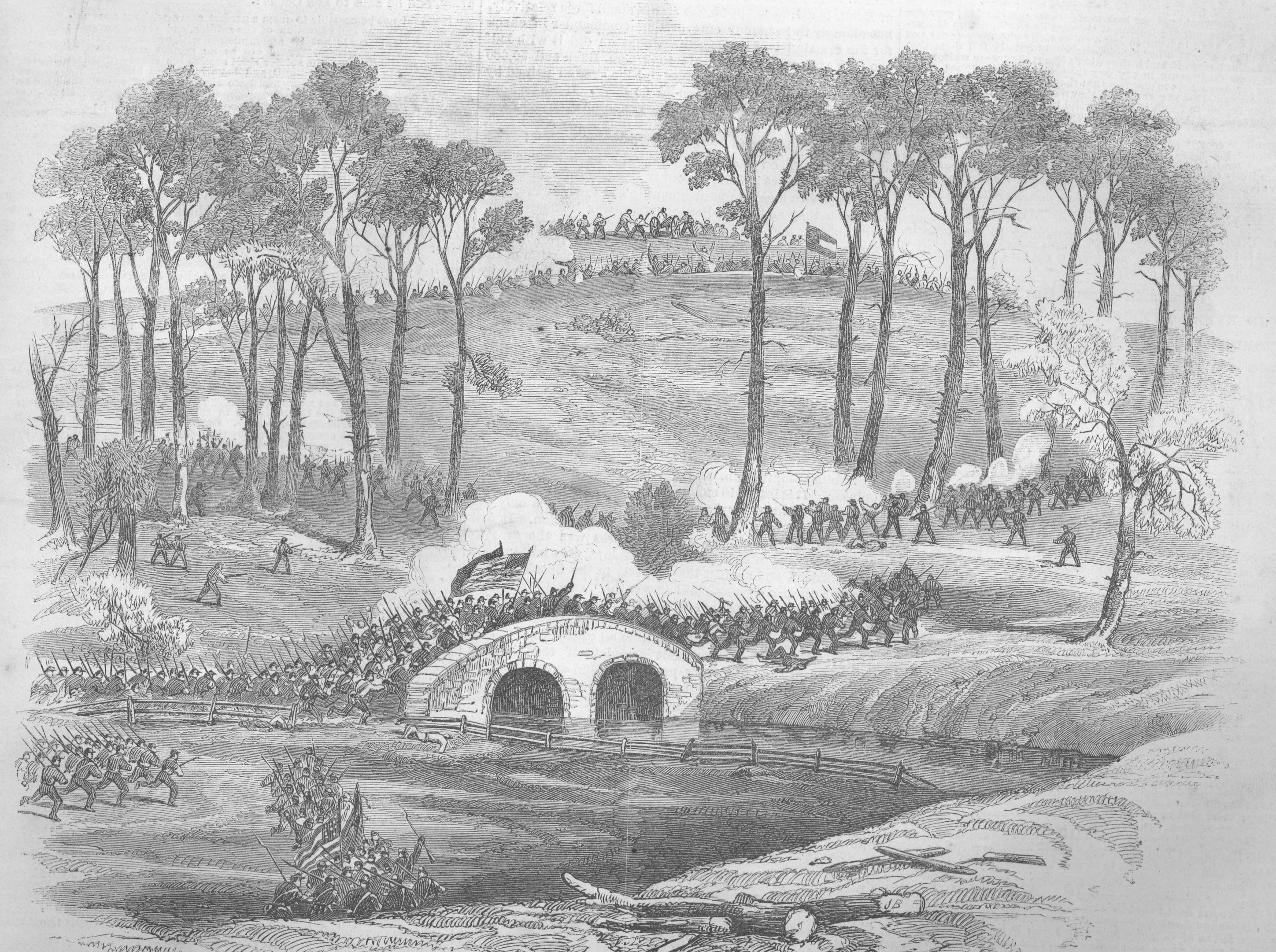
Бригада Ферреро штурмует Рорбахский мост

На следующий день (14 сентября) дивизия подошла к Шарпсбергу, а 17 сентября была задействована против правого фланга Северовирджинской армии. В 10:00 IX корпус начал наступление, однако бригада Крука была остановлена на Рорбахском мосту, и наступление забуксовало. Тогда генерал Бернсайд приказал Стёрджису взять мост, и Стёрджис послал на штурм бригаду Негла, которая так же была отбита. Тогда Стёрджис послал в бой бригаду Ферреро, которая в 14:00 сумела взять мост и отбросить противника от реки, однако в ходе этих боев дивизия Стёрджиса израсходовала все патроны и не смогла продолжать наступление.
В декабре 1862 года Стёрджис командовал дивизией во время сражения при Фредериксберге. В этом сражении IX корпус числился в «Правой гранд-дивизии», которой было поручено штурмовать сильные позиции противника на высотах Мари. Когда II корпус не смог прорвать позиции, командование послало в бой IX корпус, из которого в бою участвовала только дивизия Стёрджиса. Атака была отбита, дивизия потеряла 1011 человек.
В 1863 году IX корпус был послан на запад, и Стёрджис занимал несколько важных постов в Теннесси и Миссисипи. Некоторое время он служил главнокомандующим кавалерии в департаменте Огайо. В июне 1864 года его кавалерия была разгромлена генералом Форрестом в сражении при Брайс-Кроссроудс, и эта неудача завершила военную карьеру Стерджиса.

## Послевоеная деятельность
В августе 1865 года Стёрджис уволился из регулярной армии, вернувшись к званию подполковника 6 кавалерийского полка. 6 мая 1869 года он стал полковником и командиром 7-го кавалерийского полка. Подполковником при нём был Джордж Кастер.
Стерджис отсутствовал в полку, когда его подразделения были разгромлены в сражении при Литл-Бигхорн. В этом сражении погиб сын Стёрджиса, второй лейтенант Джеймс Стёрджис. Стёрджис командовал 7-м кавалерийским в ходе кампании против индейцев не-персе в 1877 году. Его попытка напасть на индейцев в Йеллоустонском парке не удалась, затем он все же втянул их в Сражение у Каньон-Крика, но и здесь индейцам удалось уйти.
Стёрджис уволился из армии в 1886 году и умер в Сент-Поле в Миннесоте. Его похоронили на Арлингтонском кладбище. Его сын, которого так же звали Сэмюэл Дэвис Стёрджис, родился в 1861 году и служил дивизионным командиром во время I-й мировой войны (воевал во Франции). Его внук, так же Сэмюэл Дэвис Стёрджис, был генерал-лейтенантом американской армии и участником войны на Тихом океане.